# افیسل
افیسل (به آلمانی: Afiesl) یک منطقهٔ مسکونی در اتریش است که در ناحیه رورباخ واقع شده‌است. افیسل ۱۴ کیلومتر مربع مساحت دارد ۷۱۴ متر بالاتر از سطح دریا واقع شده‌است.